# Исаев, Эрнст Фаритович
Эрнст Фаритович Исаев (род. 1 мая 1962, Уфа) — российский политический деятель, депутат пятого созыва (2007—2011) Заместитель Премьер-министра Правительства Республики Башкортостан, бывший депутат Государственного собрания — Курултая Башкирии.

## Биография
В 1984 году окончил Уфимский нефтяной институт по специальности «инженер-механик». В 2003 году был избран депутатом Государственного Собрания — Курултая Республики Башкортостан.

### Депутат госдумы
В 2007 году был избран депутатом Государственной Думы ФС РФ пятого созыва в составе федерального списка кандидатов, выдвинутого Всероссийской политической партией «Единая Россия». Член фракции «Единая Россия». Член Комитета по аграрным вопросам.